# Setta
Der Setta ist ein Fluss mit 47 km Länge in Italien in den Regionen Toskana und Emilia-Romagna. Er durchläuft die Provinz Prato und die Metropolitanstädte Florenz und Bologna von Süd nach Nord.

## Verlauf
Der Setta entspringt zwischen den Bergen Monte della Scoperta  und Poggio di Petto im nördlichen Gemeindegebiet von Vernio (westlich des Ortsteils Montepiano, 700 Höhenmetern) in der Provinz Prato und verbringt dort 7 km. Danach berührt er das Gemeindegebiet von Firenzuola (Provinz Florenz) für 1 km und verlässt dann die Toskana, um in die Region Emilia-Romagna und deren Provinz Bologna einzutreten. Hier durchfließt er die Gemeinde Castiglione dei Pepoli zwischen dem Hauptort und dem Ortsteil Baragazza. In dieser Gegend trifft von rechts der Nebenfluss Gambellato ein. Im nordöstlichen Gemeindegebiet bildet er dann die Grenze zur Gemeinde San Benedetto Val di Sambro, wo von links der Brasimone zufließt. Weiter nach Norden fließend erreicht er nun das westliche Gemeindegebiet von Grizzana Morandi und das östliche von Monzuno, wo im Ortsteil Rioveggio (244 Höhenmeter) von rechts der Sambro eintritt. Kurz vor Sasso Marconi (128 Höhenmeter) trifft der Fluss auf die Ableitung in die Tunnel des heute noch existierenden Aquädukt Acquedotto romano. Kurz danach gelangt er als rechter Nebenfluss in den Reno.

## Acquedotto romano
Bei Sasso Marconi und kurz vor dem Zusammenfluss mit dem Reno leiteten die Römer zu Zeiten des Augustus Teile des Wassers bei 850 Höhenmetern ab, um damit das Aquädukt Acquedotto romano, Teil der romanischen Wasserversorgung für Bologna, zu speisen. Das 1861 wiedergefundene und insgesamt 18 km lange Tunnel- und Kanalsystem wurde von Antonio Zannoni restauriert und am 5. Juni 1881 wieder freigegeben.